# Formatie van Mol
De Formatie van Mol of de Zanden van Mol (afkorting: Ml) is/zijn een geologische formatie in de Belgische ondergrond. 

## Voorkomen
De Formatie van Mol dagzoomt in het noordoosten van de provincie Antwerpen en in het noorden van de provincie Limburg. De Formatie van Mol is genoemd naar de plaats Mol in het oosten van de provincie Antwerpen. In de omgeving van Mol wordt het zand van de formatie gewonnen voor de glasindustrie door de firma Sibelco. Verschillende zandputten worden inmiddels niet meer uitgebaat en kregen een andere functie, zoals bijvoorbeeld het huidige recreatiedomein Zilvermeer. Elders in België is de formatie afwezig, in de Roerdalslenk is wel de Kiezeloöliet Formatie aanwezig, het zeer gelijkende laterale equivalent van de Mol Formatie.

## Kenmerken

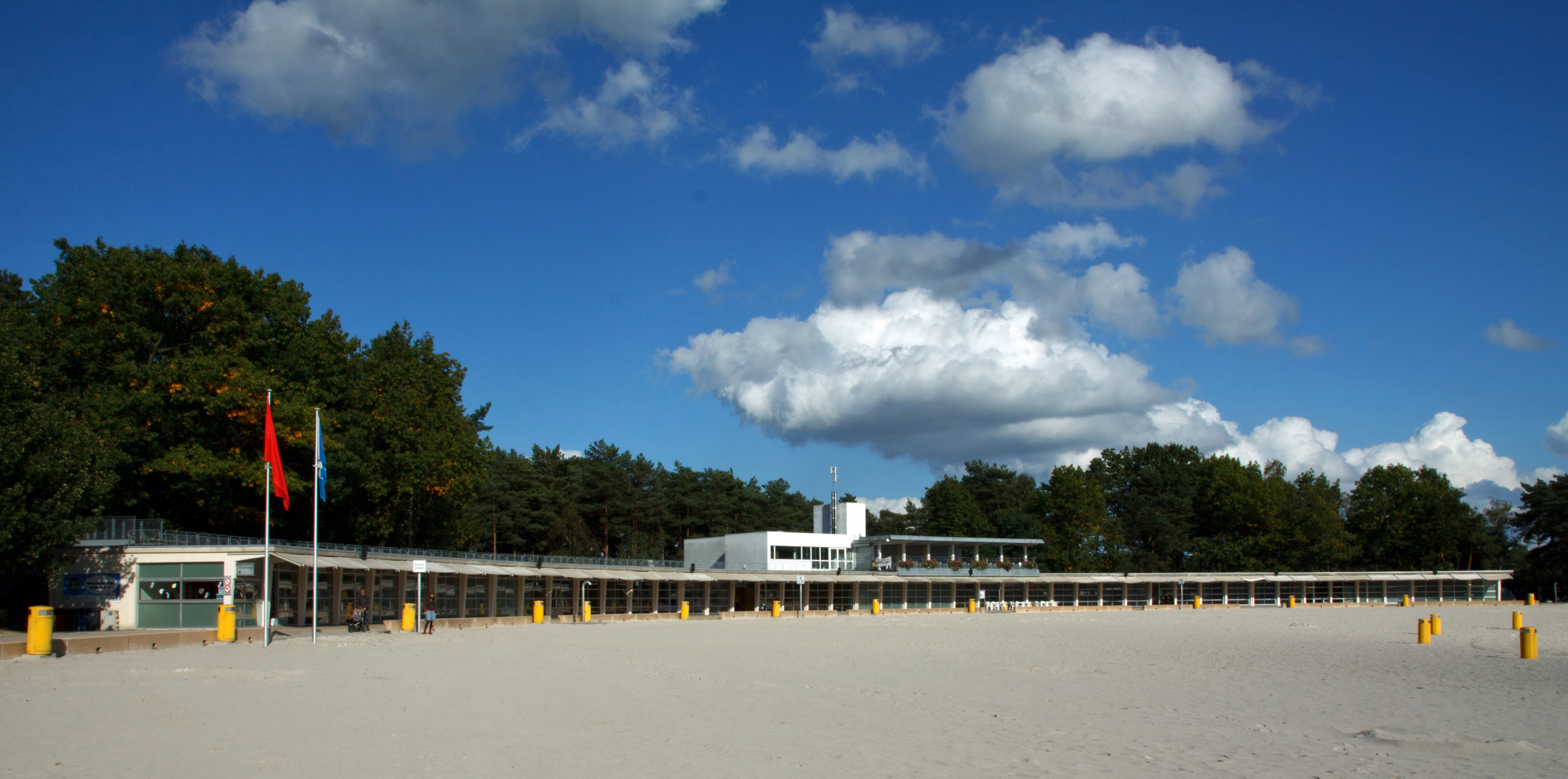
Het Zand van Mol aan het Zilvermeer.

De formatie bestaat uit door rivieren en in lagunes afgezet zand uit het late Plioceen en vroege Pleistoceen. De zanden hebben een dikte van maximaal 70 meter nabij de Roerdalslenk, in de buurt van de gemeente Mol is de dikte maximaal 40m alvorens verder te verdunnen naar het westen toe. De zanden zijn grotendeels grof tot middelfijn, wit gekleurd, heel zuiver kwartszand. Dit zand wordt soms afgewisseld met laagjes bruinkool (lokaal gekend als 'spriet') en soms lenzen van micahoudende klei. De formatie wordt doorsneden door een aantal breuken, waarvan de breuk van Rauw de bekendste is.

## Stratigrafie
De Formatie van Mol ligt meestal boven op de Vroeg-Pliocene Formatie van Kasterlee, die bestaat uit grijsgroene glauconietzanden. Boven op de Formatie van Mol ligt de Pleistocene Formatie van Stramproy, ook wit kwartszand.
De Formatie van Mol correleert in het westen met de bovenop elkaar liggende Formaties van Merksplas en Lillo. In het oosten komt de formatie overeen met de Kiezeloöliet Formatie. In Nederland wordt het gehele pakket (dus inclusief Mol) beschreven als Kiezeloöliet Formatie.